# Élection présidentielle centrafricaine de 1964
L'élection présidentielle centrafricaine de 1964 a lieu le 5 janvier 1964. La Constitution de 1964 établit le suffrage universel à un tour pour l’élection du Président de la République. La première élection depuis l'indépendance du pays se déroule sous un régime à parti unique, le MESAN étant l’unique parti autorisé. Au terme du scrutin, la participation atteint 93,8 % des électeurs inscrits. Le président sortant, David Dacko, seul candidat, est élu avec 99,97 % et 682 607 voix.

## Résultats
| Candidats                | Candidats                | Partis                   | Voix    | %     |
| ------------------------ | ------------------------ | ------------------------ | ------- | ----- |
|                          | David Dacko              | MESAN                    | 682 607 | 99,97 |
| Votes contre             | Votes contre             | Votes contre             | 215     | 0,03  |
|                          |                          |                          |         |       |
| Votes valides            | Votes valides            | Votes valides            | 682 822 | 99,42 |
| Votes blancs et nuls     | Votes blancs et nuls     | Votes blancs et nuls     | 4 007   | 0,58  |
| Total                    | Total                    | Total                    | 686 829 | 100   |
| Abstentions              | Abstentions              | Abstentions              | 45 310  | 6,19  |
| Inscrits / participation | Inscrits / participation | Inscrits / participation | 732 139 | 93,81 |